# Фернандес, Гилье
Гилье́рмо Ферна́ндес Каси́но (исп. Guillermo Fernández Casino; родился 18 июня 2008, Руби, Барселона, Испания), более известный как Гилье Фернандес (исп. Guille Fernández) — испанский футболист, полузащитник клуба «Барселона».

## Клубная карьера
Фернандес начинал заниматься футболом в академии клуба «Эспаньол». В 2018 году присоединился к Ла Масии, юношеской академии «Барселоны». 19 сентября 2023 года Гилье дебютировал в Юношеской лиге УЕФА, заменив Ноа Дарвиха в матче против «Антверпена». Он также стал вторым самым молодым игроком «Барселоны» в истории турнира после Ламина Ямаля. 31 марта 2024 года Фернандес дебютировал за «Барселону Атлетик» в матче Примеры Федерасьон против «Осасуны B» и в возрасте 15 лет 9 месяцев и 13 дней стал самым молодым игроком в истории команды, побив рекорд Ламина Ямаля. 7 сентября 2024 года в матче Первого дивизиона против «Оренсе» Гилье забил свой первый гол в профессиональном футболе. 15 сентября 2024 года впервые попал в заявку «Барселоны» на матч Ла Лиги против «Жироны», однако на поле не появился. 19 сентября 2024 года попал в заявку команды на матч Лиги чемпионов против «Монако».

## Карьера в сборной
Играл за сборные Испании до 15 и до 19 лет. Вместе со сборной страны до 17 лет выступал на чемпионате Европы.

## Личная жизнь
Двоюродный брат Гилье, Тони, тоже профессиональный футболист; их отцы — братья, а матери — сёстры.